# Ála flekks saga
Ála flekks saga (auch: Saga af Ala flekk, deutsch: Saga von Áli Fleck) wird zu den isländischen Märchensagas gezählt und ist wahrscheinlich im Laufe des 15. Jahrhunderts auf Island entstanden. Die Saga ist in mehr als 30 Handschriften überliefert und war Grundlage für drei bisher unveröffentlichte rímur aus dem 17., 18. und 19. Jahrhundert. Obwohl sich die Saga durch ihre zahlreichen Märchenmotive auszeichnet, steht sie motivisch auch den Vorzeitsagas und den übersetzten Rittersagas nahe.

## Handlung
Der Königssohn Áli wird als Säugling im Wald ausgesetzt, weil sein Vater, der englische König Rikard, das schwierige Leben seines Sohnes vorausgesehen hat. Jedoch wird Áli vom armen Bauern Gunni gefunden. Zusammen mit seiner Frau Hild zieht er das Kind auf und gibt ihm den Namen Áli flekk. Auf einem Hoffest wird Áli von seiner Mutter aufgrund des Flecks auf seiner rechten Wange wiedererkannt und er kommt so zurück zu seinen richtigen Eltern. Bald wird er aber von der bösen Trollmagd Blatönn mit einem Fluch belegt, so dass er in den Wald laufen und der Mann ihrer Schwester Nott werden muss. Mithilfe von Notts Tochter, der Halbtrollin Hladgerd, gelingt es Áli aber, aus Notts Höhle zu entkommen.
Danach kommt Áli nach Tartaria, ins Reich des Mädchenkönigs bzw. meykonungr Thornbjörg und nachdem er sie von zwei unerwünschten Freiern befreit hat, nimmt sie ihn zu ihrem Mann. Allerdings wird er in der Hochzeitsnacht von Notts Bruder Glaudarauga verflucht, in Gestalt eines Wolfes sowohl im Reich Thornbjörgs als auch in demjenigen seines Vaters zu wüten. Erlöst kann Áli nur durch die Gnade einer Frau werden. So sucht Áli als Werwolf schließlich das Reich von König Rikdard heim, der ein Kopfgeld auf den Wolf ansetzt. Als es Rikard endlich gelingt, den Wolf zu fangen, bittet Hild jedoch um Gnade für den Wolf, denn sie erkennt Áli an seinen Augen. Áli wird von seinem Fluch befreit und kehrt nach Hause zurück. 
Eines Nachts werden Áli im Traum von Nott Wunden zugefügt, die nur von ihren Brüdern geheilt werden können und Áli wird schwer krank. Thornbjörg reist mit Áli durch den Norden nach Afrika und Asien bis nach Indialand. Dort erzählt ihr König Alf von Notts Brüdern Jötunoxi, Legg und Lid. Die beide letzteren besitzen eine Salbe, mit denen sie Ális Wunden heilen können, doch nur mit Jötunoxis Erlaubnis. Thornbjörg gibt sich und Áli im Reich der Trolle als Geschwister aus. Jötunoxi verlangt Thornbjörg, wenn er seine Brüder Áli heilen lässt. Thornbjörg willigt ein, wenn er vorher Nott tötet. Áli wird geheilt und Nott getötet. Auf der darauf folgenden Hochzeit können die Menschen Jötunoxis Halle und alle Trolle darin verbrennen. Bevor Áli Jötunoxi tötet, auferlegt ihm der Riese einen Fluch, dass er keinen Frieden finden kann, bis er Hladgerd findet. 
Fünf Jahre lang sucht Áli allein nach Hladgerd und kommt dabei durch den Myrkvid. Dort erschlägt er den Riesen Kol im Kampf und trifft dann auf den kleingewachsenen Bard, der ihm berichtet, dass König Eirik Hladgerd verbrennen lassen will, weil er sie für eine Trollin hält. Áli kann den König überzeugen, dass Hladgerd gut ist und Eirik heiratet sie. Áli reist nach England zurück, heiratet Thornbjörg und wird schließlich selbst König von England.

### Ausgaben
- Drei Lygisögur. Egils saga einhenda ok Ásmundar berserkerjabana, Ála flekks saga, Flóres saga konungs ok sona hans. Åke Lagerholm (Hrsg.). Max Niemeyer Verlag, Halle (Saale) 1927 (Altisländisch).
- Isländische Märchensagas. Band 1: Die Saga von Ali Flekk, Die Saga von Vilmund Vidutan, Die Saga von König Flores und seinen Söhnen, Die Saga von Remund dem Kaisersohn, Die Saga von Sigurd Thögli, Die Saga von Damusti. Hrsg. von Jürg Glauser und Gert Kreutzer. Aus dem Altisländischen übersetzt von Jürg Glauser, Gert Kreutzer und Herbert Wäckerlin. Diedrichs, München 1998.
- Märchen Sagas. Von Trollen, Rittern, Prinzessinnen und Königen.  (Band IV der Sagas im Kröner Verlag.) Hrsg. Von Rudolf Simek, Jonas Zeit-Altpeter und Valerie Broustin. Die Saga von Ali Flekk übersetzt von Maike Hanneck. Alfred Kröner Verlag, Stuttgart 2022.

### Sekundärliteratur
- Astrid Nahl: Originale Riddarasögur als Teil altnordischer Sagaliteratur. Verlag Peter Lang, Frankfurt am Main/Bern 1981.
- Jürg Glauser: Isländische Märchensagas. Studien zur Prosaliteratur im spätmittelalterlichen Island. Helbing & Lichtenhain Verlag, Basel/Frankfurt am Main 1983.
- Margaret Schlauch: Romance in Iceland. Russell & Russell, New York 1973.